# Mellantjärnen (Rättviks socken, Dalarna)
Mellantjärnen är en sjö i Rättviks kommun i Dalarna och ingår i Dalälvens huvudavrinningsområde.